# Водна посадка

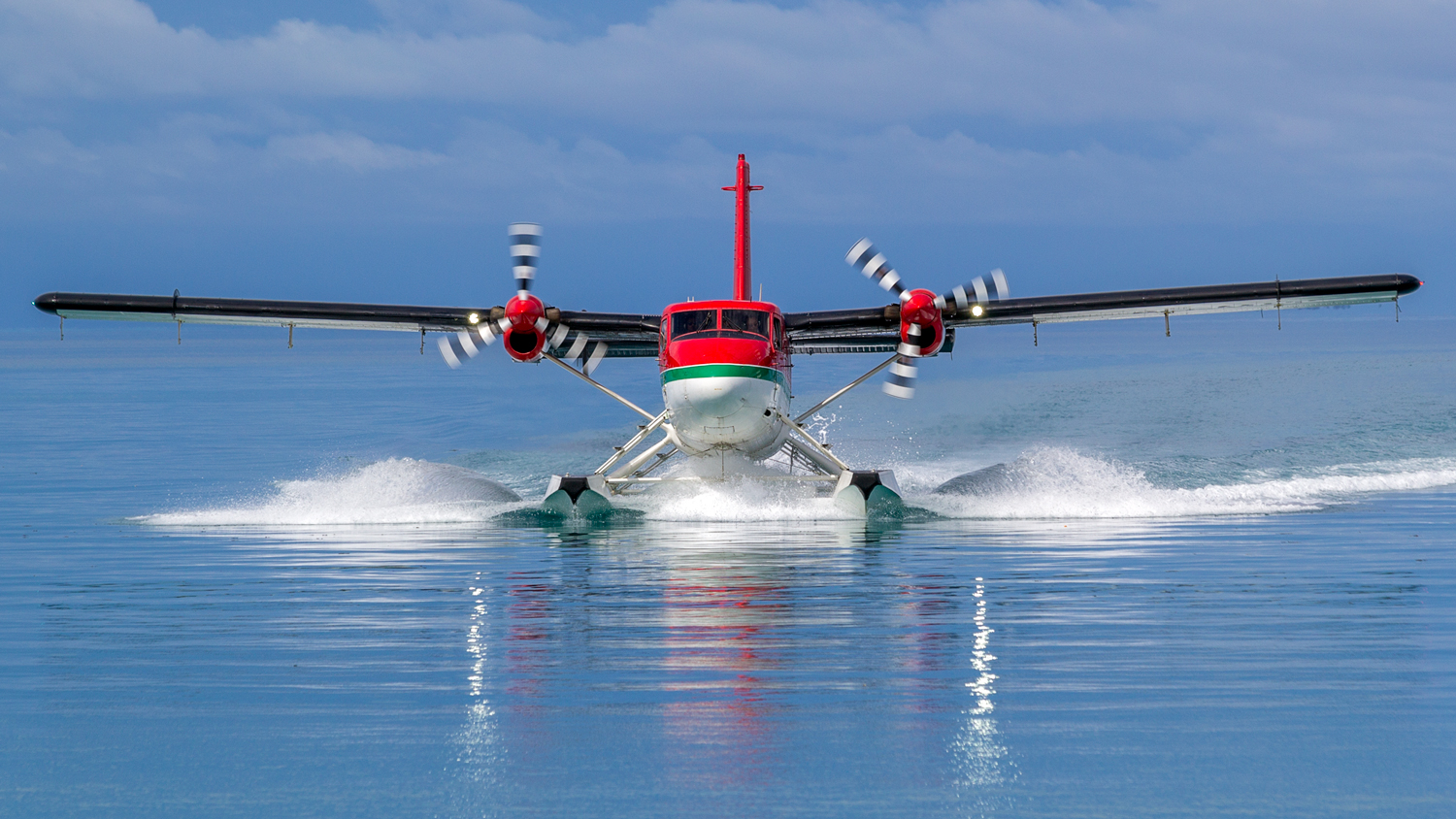
Поплавковий літак Twin Otter завершує посадку на воду

Водна посадка — в авіації це, в широкому сенсі, посадка літака на водойму. Гідролітаки, як-от гідролітаки та літаючі човни, сідають на воду як звичайна операція.
Катання — це контрольована аварійна посадка на поверхню води літака, не призначеного для цієї мети, дуже рідкісне явище. Контрольований політ над поверхнею та неконтрольований політ, що завершується у водоймі (включаючи виїзд на злітно-посадкову смугу у воду), як правило, не вважаються посадками на воду або «сидінням» на воді.

## Посадка літаків на воду

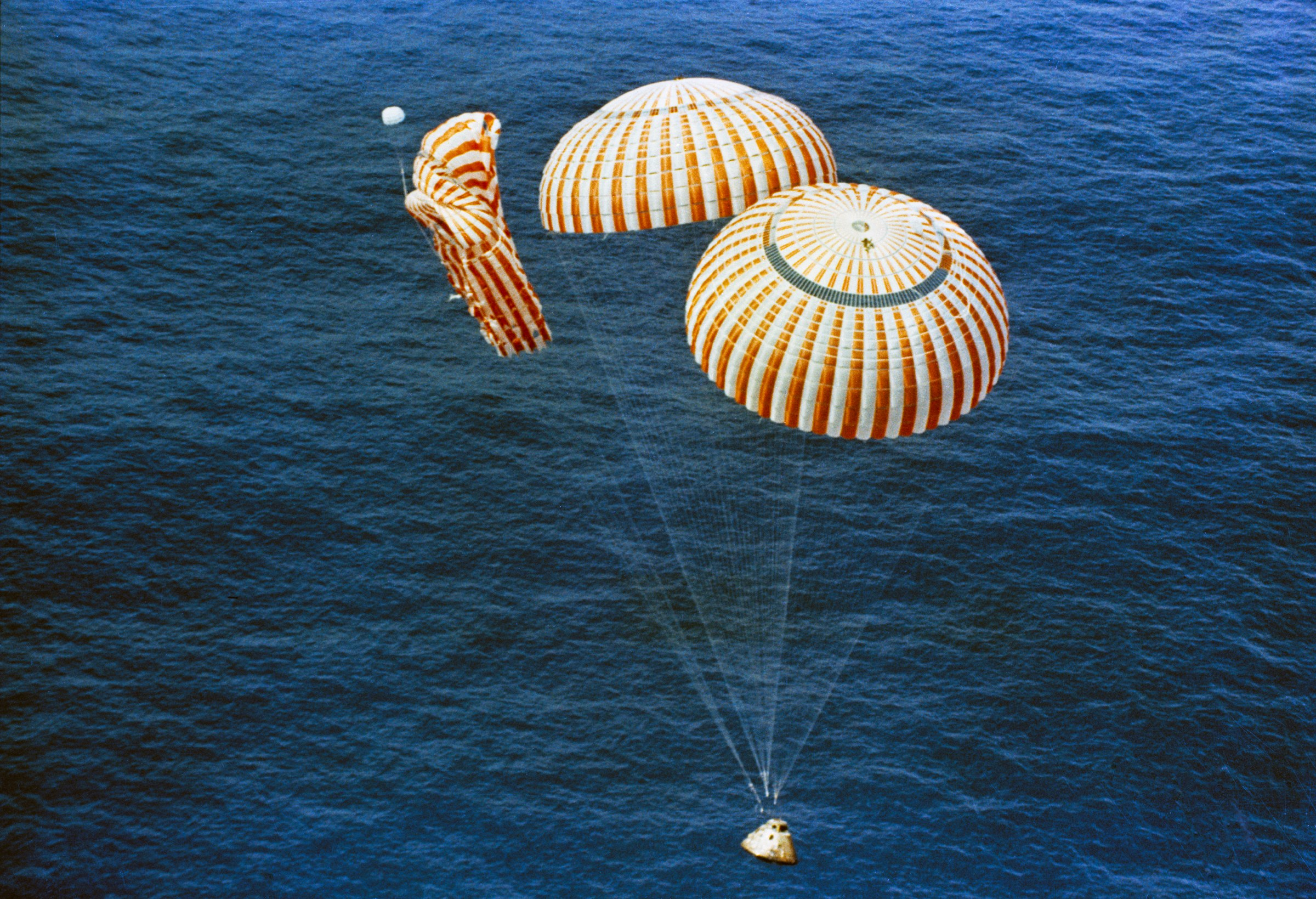
Капсула «Аполлон-15» спускається під двома з трьох парашутів.

Гідролітаки, літаючі човни та літаки-амфібії призначені для зльоту та посадки на воду. Посадка може підтримуватися фюзеляжем у формі корпусу та/або понтонами. Наявність довгої ефективної злітно-посадкової смуги історично була важливою для зняття обмежень щодо розмірів літаків, і їхня свобода від побудованих смуг залишається корисною для транспортування до озер та інших віддалених районів. Здатність байдикувати на воді також важлива для морських рятувальних операцій і гасіння пожеж. Одним з недоліків висадки з води є те, що вона небезпечна за наявності хвиль. Крім того, необхідне обладнання знижує аеродинамічну ефективність і швидкість судна. 
Ранні космічні кораблі з екіпажем, запущені Сполученими Штатами, були розроблені для посадки на воду методом припливного падіння . Судно стрибало з парашутом у воду, яка діяла як подушка для зупинки корабля; удари були сильними, але їх можна було витримати. Посадка над водою, а не над землею зробила непотрібним гальмування ракет, але до її недоліків належали важке підняття та небезпека потонути. Конструкція космічного човника НАСА була призначена для посадки на злітно-посадкову смугу. З 2020 року SpaceX Dragon використовує посадки на воду. Boeing CST-100 розроблений для того ж. 

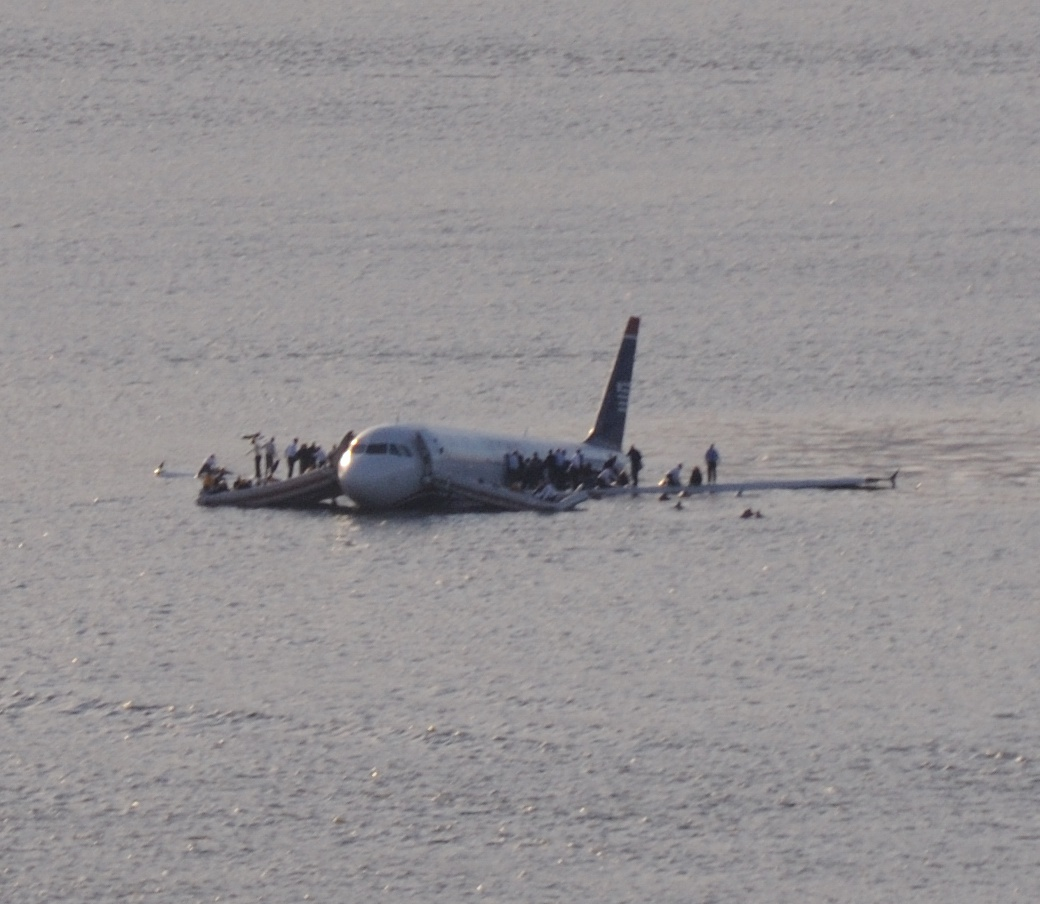
Рейс 1549 авіакомпанії US Airways кинув воду на річці Гудзон у 2009 році, усі пасажири вижили.

FAA не вимагає від комерційних пілотів навчання евакуації, але бортовий персонал авіакомпанії повинен навчатися процесу евакуації. Крім того, FAA запровадило правила, за яких обставин (тип оператора, кількість пасажирів, вага, маршрут) літак повинен перевозити аварійне обладнання, включаючи плавучі пристрої, такі як рятувальні жилети та рятувальні плоти.

## Подальше читання
- Авіаційні інциденти за результатами Мережі авіаційної безпеки; дивіться Поза злітно-посадковою смугою у воді, CFIT у воді та Вихід на воду.
- наводить дані, які свідчать про 88 % виживання авіації загального призначення під водою.
- A Ditching Article Gone Awry
- Відтворено на Equipped To Survive.